# Cubnezais
Cubnezais – miejscowość i gmina we Francji, w regionie Nowa Akwitania, w departamencie Żyronda.
Według danych na rok 1990 gminę zamieszkiwało 1045 osób, a gęstość zaludnienia wynosiła 101 osób/km² (wśród 2290 gmin Akwitanii Cubnezais plasuje się na 411. miejscu pod względem liczby ludności, natomiast pod względem powierzchni na miejscu 1039.).